# Grosser Mythen
Grosser Mythen är ett berg i Schweiz.   Det ligger i distriktet Bezirk Schwyz och kantonen Schwyz, i den centrala delen av landet, 90 km öster om huvudstaden Bern. Toppen på Grosser Mythen är 1 899 meter över havet, eller 508 meter över den omgivande terrängen. Bredden vid basen är 2,5 km.
Terrängen runt Grosser Mythen är kuperad norrut, men söderut är den bergig. Runt Grosser Mythen är det ganska glesbefolkat, med 43 invånare per kvadratkilometer.. Närmaste större samhälle är Schwyz, 2,8 km väster om Grosser Mythen. 
I omgivningarna runt Grosser Mythen växer i huvudsak blandskog.